# 約瑟夫·J·羅特曼
約瑟夫·J·羅特曼（英語：Joseph J. Rotman，1934年5月26日—2016年10月16日）是一名美國數學家，伊利諾大學厄巴納-香檳分校的數學教授，也出版過10本教科書。
羅特曼出生於芝加哥。他在芝加哥大學完成本科和研究生學業，並於1959年獲得博士學位，博士論文是在厄文·卡普蘭斯基的指導下撰寫的阿貝爾群。1959年，他來到伊利諾大學厄巴納-香檳分校，並在那裡度過餘下的數學生涯。2004年，羅特曼從伊利諾大學厄巴納-香檳分校。他的研究興趣在於代數領域，涉及阿貝爾群、模、同調代數和組合數學。
1972年至1973年，羅特曼擔任《美國數學學會會刊》的總編輯。1985年，他擔任南非數學學會年度客座講師。
羅特曼的部分著作包括：
- An Introduction to Homological Algebra (1979), Pure and Applied Mathematics, vol. 85, Academic Press; ISBN 0-12-599250-5[7]
- An Introduction to Algebraic Topology (1988),  Springer-Verlag; ISBN 0-387-96678-1
- An Introduction to the Theory of Groups (1995),  Springer-Verlag; ISBN 0-387-94285-8
- A First Course in Abstract Algebra (2000), Prentice Hall; ISBN 0-13-011584-3
- Advanced Modern Algebra (2002), Prentice Hall; ISBN 0-13-087868-5
- Journey into Mathematics: an introduction to proofs (2006), Dover Publications; ISBN 0-486-45306-5